# Grande Assaly
Grande Assaly – szczyt w Alpach Graickich, części Alp Zachodnich. Leży w północnych Włoszech w regionie Dolina Aosty. Należy do Grupy Grande Sassière i Rutor. Szczyt można zdobyć ze schroniska Rifugio Alberto Deffeyes (2494 m). Pod szczytem zalega lodowiec Rutor. 
Pierwszego wejścia dokonał Jacquemod we wrześniu 1878 r.